# 33727 Kummel
33727 Kummel è un asteroide della fascia principale. Scoperto nel 1999, presenta un'orbita caratterizzata da un semiasse maggiore pari a 2,7369505 UA e da un'eccentricità di 0,0908535, inclinata di 9,82207° rispetto all'eclittica.